# ドレスデン包囲戦
ドレスデン包囲戦（ドレスデンほういせん、ドイツ語: Belagerung von Dresden）は、七年戦争中の1760年7月、プロイセン王フリードリヒ2世によるザクセン選帝侯領の首都ドレスデンの包囲。

## 背景
七年戦争初期の1756年、フリードリヒ2世は先制攻撃してザクセンに侵攻、ドレスデンを占領した。その後、プロイセン軍とオーストリア軍は一進一退を繰り返し、オーストリアは1759年9月4日にドレスデンを奪い返した。フリードリヒ2世はその奪回の機会を窺っていた。

## 経過
1760年7月13日、プロイセン軍はフランツ・モーリッツ・フォン・ラツィ率いるオーストリア軍に後をつけられながらドレスデン周辺に到着した。プロイセン軍はエルベ川を渡河、ドレスデンの周辺を制圧して砲台を設置、市内に狙いを定めた。フリードリヒ2世はこのとき、市内の居住地をわざと狙ったと言われた。しかし、10日もしないうちにフリードリヒ2世はレオポルト・フォン・ダウン率いるオーストリア軍に打撃を与えるべく転進、ドレスデン包囲を諦めた。

## その後
フリードリヒ2世は続いてシュレージエンに侵入、8月15日にリーグニッツの戦いを戦った。
ドレスデン市への無差別破壊がフリードリヒ2世の名声にさらなる傷をつけた。特に包囲を解いた後に選帝侯フリードリヒ・アウグスト2世が所有するピルナの庭園を破壊したことは批判を呼んだ。
ドレスデン包囲戦は1757年のプラハ包囲戦と1758年のオルミュッツ包囲戦に続いて、七年戦争中にフリードリヒ2世が諦めることを余儀なくされた3度目の包囲戦だった。